# Conti di mastro
I conti di mastro servono per determinare il saldo dei conti utilizzati nella redazione della partita doppia sul libro giornale, infatti i valori inseriti nei mastri sono gli stessi.
L'esercizio amministrativo è il periodo, solitamente coincidente con l'anno solare, durante il quale si monitorano i conti/sottoconti al fine della determinazione del bilancio di esercizio.
I saldi sono calcolati al termine dell'esercizio amministrativo e sono dati dalla differenza tra i movimenti in dare e quelli in avere (o viceversa, a seconda delle eccedenze) e il risultato sarà quello da inserire nel bilancio d'esercizio, il cui saldo finale può essere ulteriormente considerato come il risultato di un "grande mastrino" (esiste infatti il conto di risultato: "conto di risultato economico" il cui saldo contiene l'utile o la perdita d'esercizio).
Alcuni conti avranno movimenti esclusivamente in dare (costi), altri esclusivamente in avere (ricavi), altri ancora avranno movimenti sia in dare che in avere in quanto non sono classificati come conti economici ma come conti patrimoniali.
Un semplice esempio di mastro è il seguente: il conto "prodotti c/vendite" è dato dalla somma dei ricavi ottenuti durante l'esercizio dall'azienda, è quindi un conto economico con movimenti esclusivamente in avere; il conto "materie c/acquisti" è dato dalla somma dei costi sostenuti durante l'esercizio dall'azienda, è quindi un conto economico con movimenti esclusivamente in dare. Se in un certo periodo abbiamo 1000 e 2000 di vendite e 500 e 100 di acquisti significa che il saldo in avere del conto "prodotti c/vendite" è 
{\displaystyle 1000+2000=3000} e il saldo in dare del conto "materie c/acquisti" è {\displaystyle 500+100=600}